# Neckarbrücke (Lauffen am Neckar)
Die Neckarbrücke in Lauffen am Neckar ist eine steinerne Bogenbrücke über den Neckar, deren Ursprünge im 14. Jahrhundert liegen. Sie verbindet den Lauffener Stadtteil Dorf bzw. Dörfle südwestlich des Neckars mit der sogenannten Stadt auf der gegenüberliegenden Neckarseite. Die heutige Brücke stammt im Kern von 1532 und bestand ursprünglich aus elf Bögen mit lichten Weiten bis zu 15,80 Meter und wuchtigen Pfeilern, ausgeführt in Quadermauerwerk aus Sandstein. Sie hatte damit eine ursprüngliche Länge von rund 225 Metern. Durch die Neckarkanalisierung 1950/52 und den Bau einer Uferstraße hat die Brücke fünf Bögen eingebüßt, so dass sie heute nur noch sechs Bögen aufweist. Durch die Auflage einer 8,30 Meter breiten Stahlbetonstraßendecke erhielt die Brücke 1980 ihre heutige Gestalt.

## Geschichte

### Historisches zum Standort
Bereits zur Zeit der Römer führte bei Lauffen eine Furt durch den Neckar. Im Mittelalter, nach dem Bau der Burg Lauffen und Gründung der Stadt, bestand ein Fährbetrieb, den die Geistlichen und Pfleger der Regiswindiskirche innehatten. Um den Fährbetrieb entbrannte häufig Streit, weil die Besitzer von Lauffen den Fährbetrieb behinderten oder Rechte darauf beanspruchten, oder aber weil die Anlegestellen der Fähre dazu genutzt wurden, die Flößerei auf dem Neckar zu unterbinden. 1343 bezahlte die stromabwärts gelegenen Stadt Heilbronn dem Ritter Albrecht Hofwart von Kirchheim Geld für die ungehinderte Flößerei in Lauffen.

### Bau einer ersten Neckarbrücke in Lauffen
Nachdem Lauffen 1361 an Württemberg gekommen war, ließ Graf Ulrich V. in Lauffen im Jahr 1473 erstmals eine steinerne Brücke über den Neckar bauen. Die Brücke war für Durchreisende zollpflichtig. Die Einwohner Lauffens konnten die Brücke gegen eine Jahresgebühr frei benutzen. Handeltreibende konnten die Brücke zur Steigerung des Handels in Lauffen ebenfalls zollfrei passieren. Im Sommer 1529 wurde die alte Brücke bei einem Hochwasser zerstört.

### Die Neckarbrücke von 1532

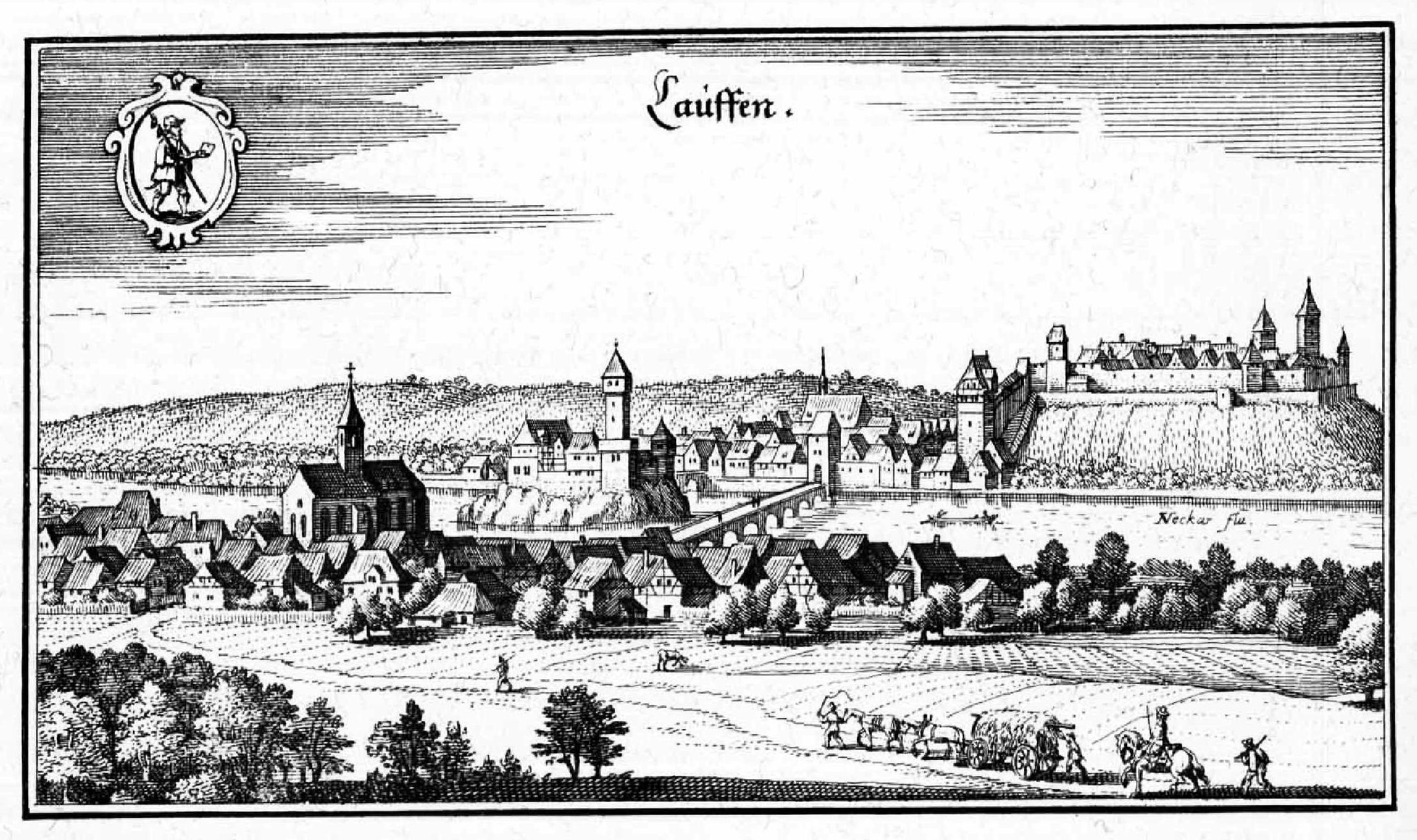
Lauffen in einer Ansicht um 1640. Im Vordergrund Lauffen-Dorf, dahinter die über den Neckar zur Stadt führende Steinbrücke

Bis 1532 wurde dann die heutige Brücke als Ersatz für die durch Hochwasser zerstörte ältere Brücke errichtet. Die Brücke hatte elf Bogen mit lichten Weiten bis zu 15,80 Meter. Die Breite der Brücke betrug 6,20 Meter und das Bauwerk besaß aufgemauerte Brüstungen, so dass die nutzbare Breite rund 5,00 Meter betrug. Der Unterhalt und die Ausbesserungen der Brücke erfolgten durch Frondienst.
Die Brücke hat den Dreißigjährigen Krieg und den Rückzug der Franzosen über die Brücke im Pfälzischen Erbfolgekrieg 1688 ohne größere Schäden überstanden.

### Unterbrechung durch eine Holzkonstruktion

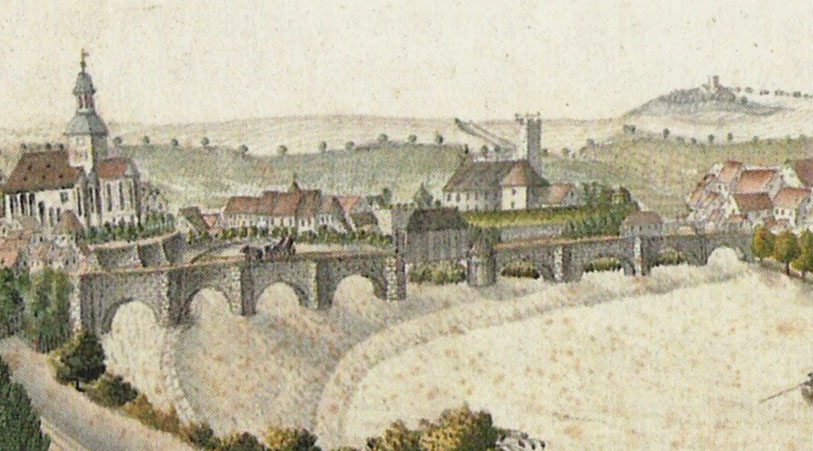
Die Brücke in Lauffen um 1800: die Steinbrücke ist in der Mitte von einer hölzernen gedeckten Hängebrücke unterbrochen

Markgraf Ludwig Wilhelm ließ bei der Abwehr der Franzosen zur Verteidigung der Stadt im Jahr 1693 einen der steinernen Pfeiler nebst der zwei anschließenden Bögen aus der Brücke brechen und durch eine provisorische Holzkonstruktion ersetzen. 1724 kam eine gedeckte hängende Brücke anstelle der Holzkonstruktion an der Fehlstelle zum Einsatz. 1799 haben österreichische Truppen während der Napoleonischen Kriege die Hängebrücke bei ihrem Rückzug abgebrochen. 1810 wurde die Fehlstelle wieder durch steinerne Pfeiler und Bögen ersetzt.

### Veränderungen durch den Ausbau der B27 und des Neckarkanals

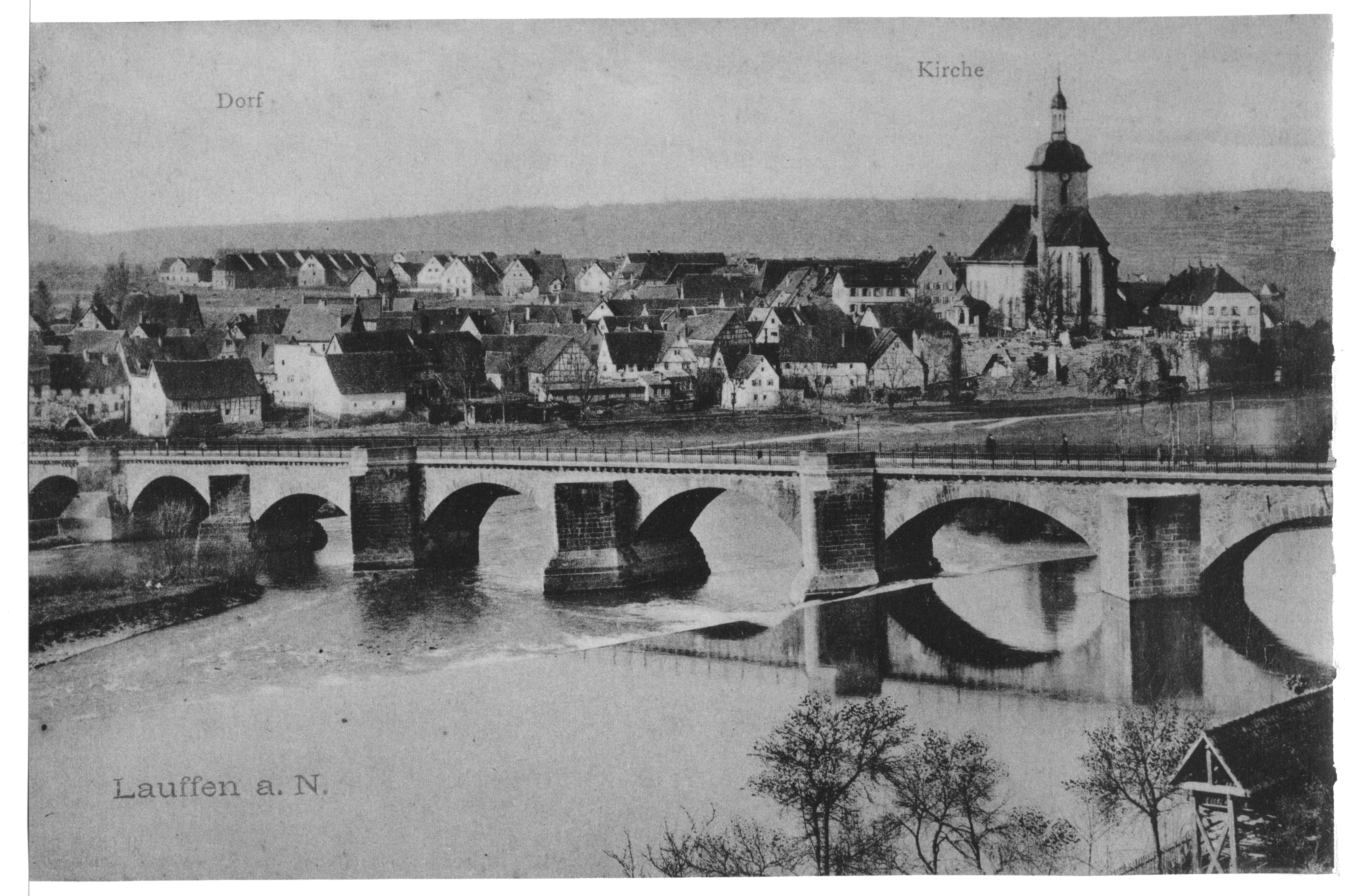
Foto der Neckarbrücke um 1900, bereits ohne steinerne Brüstungen

Als um das Jahr 1900 die Reichsstraße 27 ausgebaut wurde, hat man die steinernen Brüstungen der Brücke abgebrochen und durch überkragende Konsolsteine eine Breite von 6,60 Metern erreicht, von denen 4,60 Meter auf die Fahrbahn, 1,50 Meter auf einen einseitigen Gehweg und 0,50 Meter für ein Schrammbord auf der gegenüberliegenden Fahrbahnseite entfielen.
In den letzten Tagen des Zweiten Weltkriegs wurden durch Sprengung abermals ein Pfeiler und die angrenzenden Bögen zerstört, jedoch bereits 1946 im Zuge der Wiederherstellung der alten Reichsstraße 27 wieder durch Stahlbetonteile mit Sandsteinverkleidung in alter Form ersetzt. Pläne zur Verbreiterung der Brücke, die nicht ohne eine völlige Umgestaltung hätten verwirklicht werden können, zerschlugen sich.
Im Zuge der Neckarkanalisierung 1950/52 wurde die rund 300 Meter stromaufwärts entstandene neue Wehrbrücke als Straßenbrücke für die B 27 eingerichtet. Die Neckarkanalisierung forderte jedoch auch insofern einen Teil der alten Neckarbrücke ein, als dass vier der alten Sandsteinbogen auf der Stadtseite einem dem Kanalquerschnitt angepassten Stahl-Beton-Verbundtragwerk weichen mussten. Auf der Dorfseite am linken Neckarufer wurde ein alter Brückenbogen zugunsten der Anlage einer Uferstraße geopfert. Von den ursprünglichen elf Brückenbögen sind daher heute lediglich noch sechs erhalten.

### Sanierung und Verbreiterung 1980
1980 wurde das Bauwerk generalsaniert und dabei die Breite der Brücke durch Auflage einer Stahlbetonfahrplatte auf 8,30 Meter verbreitert. Die Fahrbahnbreite beträgt seitdem 5,80 Meter, Gehweg und Schrammbord sind weiterhin 1,50 Meter bzw. 0,50 Meter breit. Eine Fahrbahnabdichtung unter dem Fahrbahnbelag soll den Bestand der Brücke sichern.

### Zukunft
Im Zuge des geplanten Ausbaus des Neckarkanals ist vorgesehen, dass ein weiterer der verbliebenen sechs Pfeilern abgerissen werden wird, um einem verbreiterten Kanal Platz zu machen.